# Töbernitz
Die Töbernitz ist ein linker Zufluss zum Kamp bei Pölla in Niederösterreich.
In mehreren Bächen quellt sie südlich von Kleinhaselbach, einer Wüstung im Truppenübungsplatz Allentsteig, hervor nimmt mit dem Thauresleitengraben und dem Thauresbach zwei Zubringer auf, die sie an Größe übertreffen. Im Oberlauf wird die Töbernitz abschnittsweise auch Mühlbach genannt. Weitere Zuflüsse sind der Schwarzenreithgraben, der Nondorfer Bach und der Bach von Kleinenzersdorf. Hier fließt die Töbernitz bereits in einem tief eingeschnittenen Tal und mündet schließlich bei Wegscheid in den Kamp. Ihr Einzugsgebiet umfasst 27,0 km² in teilweise bewaldeter Landschaft.